# Elezioni federali in Canada del 2008
Le elezioni federali in Canada del 2008 si tennero il 14 ottobre per il rinnovo della Camera dei comuni. In seguito all'esito elettorale, Stephen Harper, espressione del Partito Conservatore, fu confermato Primo ministro.

## Risultati
| Liste                                             | Voti       | %     | Seggi |
| ------------------------------------------------- | ---------- | ----- | ----- |
| Partito Conservatore del Canada                   | 5 208 796  | 37,65 | 143   |
| Partito Liberale del Canada                       | 3 633 185  | 26,26 | 77    |
| Nuovo Partito Democratico                         | 2 515 561  | 18,18 | 37    |
| Blocco del Québec                                 | 1 379 991  | 9,98  | 49    |
| Partito Verde del Canada                          | 937 613    | 6,78  | –     |
| Partito della Tradizione Cristiana del Canada     | 26 475     | 0,19  | –     |
| Partito Comunista del Canada (Marxista-Leninista) | 8 565      | 0,06  | –     |
| Partito Libertariano del Canada                   | 7 300      | 0,05  | –     |
| Indipendenti                                      | 94 844     | 0,69  | 2     |
| Altri                                             | 21 964     | 0,16  | –     |
| Totale                                            | 13 834 294 | 100   | 308   |